# Venere Townley
La Venere Townley è una scultura romana - alta 2,14 metri e realizzata in marmo proconnesio - raffigurante Venere ed in passato facente parte della collezione di Charles Townley, il quale la acquistò dall'archeologo Gavin Hamilton, che la scoprì nelle Terme di Porta Marina ad Ostia nel 1775. 

## Descrizione
Townley la trasferì in Inghilterra in due pezzi (già era divisa quando fu ritrovata), per far sì che superasse i controlli doganali degli antiquari pontifici.
Copia romana del I o II secolo di un originale greco del IV secolo a.C., il corpo della dea è parzialmente coperto da un drappeggio, che le lascia nudo il torso. Le braccia sono state restaurate nel XVIII secolo e la statua fu posizionata su un diverso basamento, in tal modo mutando la posa e il punto di vista originari. Inoltre, se il restauro fosse stato eseguito correttamente, le sue braccia sarebbero state in una posa simile a quella della Afrodite di Capua o della Venere di Milo, e come queste ultime avrebbe avuto la posa di chi tiene tra le mani uno specchio.
Fu venduta al British Museum nel 1805 ed è solitamente esposta nella stanza 84, sebbene sia stata esposta al Museo del Louvre per la mostra su Prassitele nel 2007. La statua è stata accidentalmente danneggiata nel 2015 quando un cameriere, che lavorava nel museo, colpì la mano destra della statua, staccando il pollice; da quell'episodio è stata restaurata.